# Aalst
Aalst (in fiammingo Aalst, in francese Alost) è una città del Belgio, situata nella Provincia delle Fiandre Orientali, vicino al confine con la Provincia del Brabante Fiammingo, sulla sponda sinistra del fiume Dendre, a circa 29 km da Bruxelles.
La sua municipalità comprende la città stessa di Aalst ed i villaggi di Baardegem, Erembodegem, Gijzegem, Herdersem, Hofstade, Meldert, Moorsel e Nieuwerkerken-Aalst.

## Storia
Le prime informazioni storiche su Aalst sono datate IX secolo, quando viene citata la villa Alost, dipendenza dell'Abbazia di Lobbes.
Nata come città e porto fluviale sul tragitto fra Bruges e Colonia, Aalst nel 1046 divenne la capitale dell'omonima contea, costituita da Baldovino V conte di Fiandra con i territori conquistati fra la Schelda e il Dendre, e incorporata nella cosiddetta Fiandra imperiale. La sua posizione di frontiera, ai confini con il Sacro Romano Impero le consentirono di mantenere un certo grado di indipendenza. La sua relazione con il Brabante rimase nei colori cittadini, che sono quelli tipici della Lotaringia.
Filippo d'Alsazia annetté direttamente la città alla contea di Fiandra nel 1173.
Proprio a quegli anni risale la costruzione del municipio, il più vecchio tuttora esistente in Belgio. Numerosi manoscritti di questo periodo sono custoditi ancora oggi negli archivi cittadini.
Durante le guerre del XIII e XIV secolo, la città fu più volte occupata e saccheggiata: nel 1360 il municipio e la città stessa furono quasi completamente distrutti dal fuoco. Tutto fu però ben presto ricostruito e nel XV secolo venne edificato un nuovo campanile in stile gotico.
Ad Aalst, nel 1473, Giovanni di Vestfalia e Thierry Maartens pubblicarono la prima opera a stampa uscita in Belgio: il De duobus amantibus di Enea Silvio Piccolomini (Papa Pio II).
La città soffrì molto per la Guerra degli ottant'anni (1568-1648). Fu poi conquistata dal francese Marshal Turenne nella Guerra di devoluzione del 1667, quindi occupata dalla Francia fino al 1706 insieme con tutte le Fiandre Meridionali. In questo periodo fiorì un'economia basata sul settore tessile. Il XVIII secolo fu segnato dalle tensioni sociali legate alla Rivoluzione Industriale, con Padre Adolf Daens e il suo Christene Volkspartij che emersero come difensori dei diritti dei lavoratori. Nel 1748 il famoso bandito Jan de Lichte (una sorta di Robin Hood fiammingo) venne giustiziato tramite il supplizio della ruota in città. Nel XX secolo la città fu occupata dai tedeschi in entrambe le guerre mondiali.

## Economia
Nodo ferroviario della Fiandra orientale; vi sono presenti cotonifici, linifici, fabbriche di birra e sapone. Il suo territorio agricolo produce soprattutto frumento e luppolo.

## Monumenti
È da visitare, in città, la Collegiata gotica di San Martino, iniziata nel 1480 e mai terminata, con all'interno alcuni dipinti di P. Rubens (tra cui un San Rocco) ed un prezioso tabernacolo del 1605 con sculture di Hieronymus Duquesnoy.
Interessante è anche il municipio, del XIII secolo, rifatto in stile gotico nel corso del XV secolo. Il suo campanile, come già citato sopra, è il più antico delle Fiandre ed ospita un carillon con 52 campane. Con la vicina Casa degli assessori è stato inserito nell'elenco dei Patrimoni dell'umanità dell'UNESCO insieme ai Campanili di Belgio e Francia nel 1999.

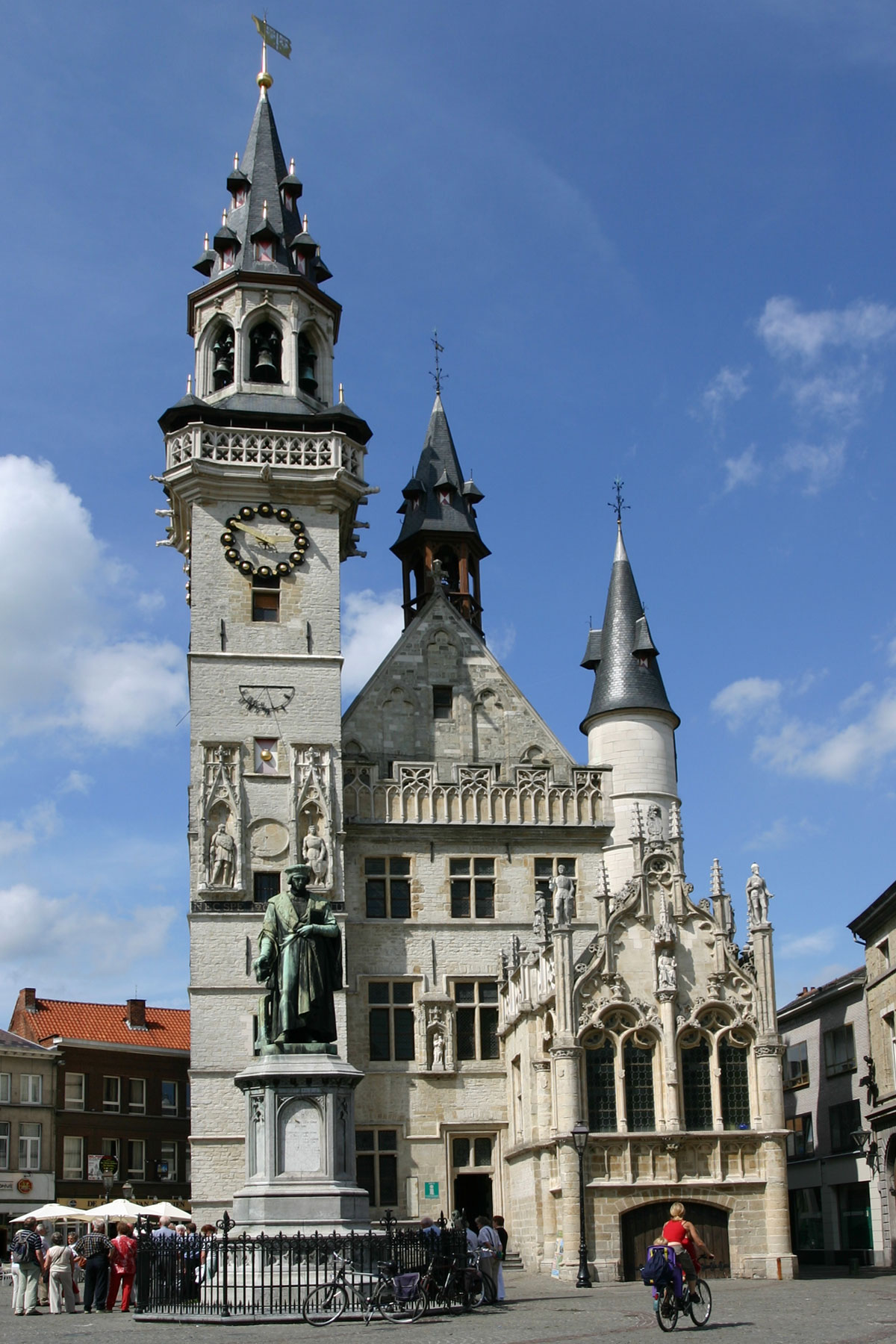
campanile

## Amministrazione

### Gemellaggi
- Bulgaria: Gabrovo
- Paesi Bassi: Oss
- Sudafrica: Worcester